# Nicolas Pignon
Nicolas Pignon, né le 11 septembre 1948, est un acteur français de théâtre et de cinéma.

## Biographie
Au théâtre, il a travaillé avec Jacques Lassalle, Jean-Pierre Vincent, Marcel Maréchal, Klaus Michael Grüber, Bernard Sobel, ou encore Lluís Pasqual. Au cinéma, il a tourné avec Benoît Jacquot, Laurence Ferreira Barbosa, Olivier Assayas, Jean-Paul Rappeneau, Lucas Belvaux... Il a également interprété de nombreux rôles à la télévision. 
Grand lecteur, il participe activement à Textes & Voix, où il a lu des textes de Clément Rosset, Jean Hatzfeld, Herberto Helder, Pierre Lartigue, Amos Oz, Alberto Manguel, Muriel Fabre-Magnan et a réalisé également une tournée de lectures pour l’Institut français de Moscou et dans plusieurs alliances françaises de Russie, ainsi qu’au Mexique.

## Filmographie

### Cinéma
- 1983 : Papy fait de la résistance de Jean-Marie Poiré :
- 2000 : Les Destinées sentimentales de Olivier Assayas : Bavouzet
- 2003 : Bon voyage de Jean-Paul Rappeneau : André Arpel
- 2005 : 13 Tzameti de Gela Babluani : Romain
- 2007 : Les Toits de Paris de Hiner Saleem : le patron du bar
- 2008 : Le Plaisir de chanter de Ilan Duran Cohen : le médecin
- 2009 : Rapt de Lucas Belvaux : le préfet de police
- 2011 : Dernière Séance de Laurent Achard : le propriétaire du cinéma
- 2012 : À l'aveugle de Xavier Palud : Kempf
- 2023 : La Tour de Guillaume Nicloux : François

### Télévision
- 1978 : Le Mutant de Bernard Toublanc-Michel : Saül Masson / Le Mutant
- 1985 : Rancune tenace d'Emmanuel Fonlladosa : Ferat
- 1988 : Le visiteur du soir d'Emmanuel Fonlladosa
- 2001 : Sauveur Giordano
  - Épisode 1 : Femmes en danger : René Berthier
- 2002 : Mata Hari, la vraie histoire : Le major Kalle
- 2003 : Julie Lescaut, épisode 1 saison 12, La tentation de Julie de Klaus Biedermann : Dussard
- 2003 : Ne meurs pas : Le professeur Pralon
- 2006 : Poison d'avril : Savignon
- 2006 : Navarro
  - Jour de colère : le professeur Veille
- 2009 : PJ
  - Saison 4 épisode 5, Esclavage : Maurice Anvard, le directeur de l'école d'architecture
  - Saison 13 : Commissaire André Chassagne
- 2010 : Julie Lescaut, épisode 2 saison 19, Contre la montre de Jérôme Navarro : Belloc
- 2012 : Ainsi soient-ils : Le juge Poncelet
- 2013 : Crime d'état de Pierre Aknine
- 2020 : Un homme ordinaire de Pierre Aknine